# Juristenverband (Österreich)

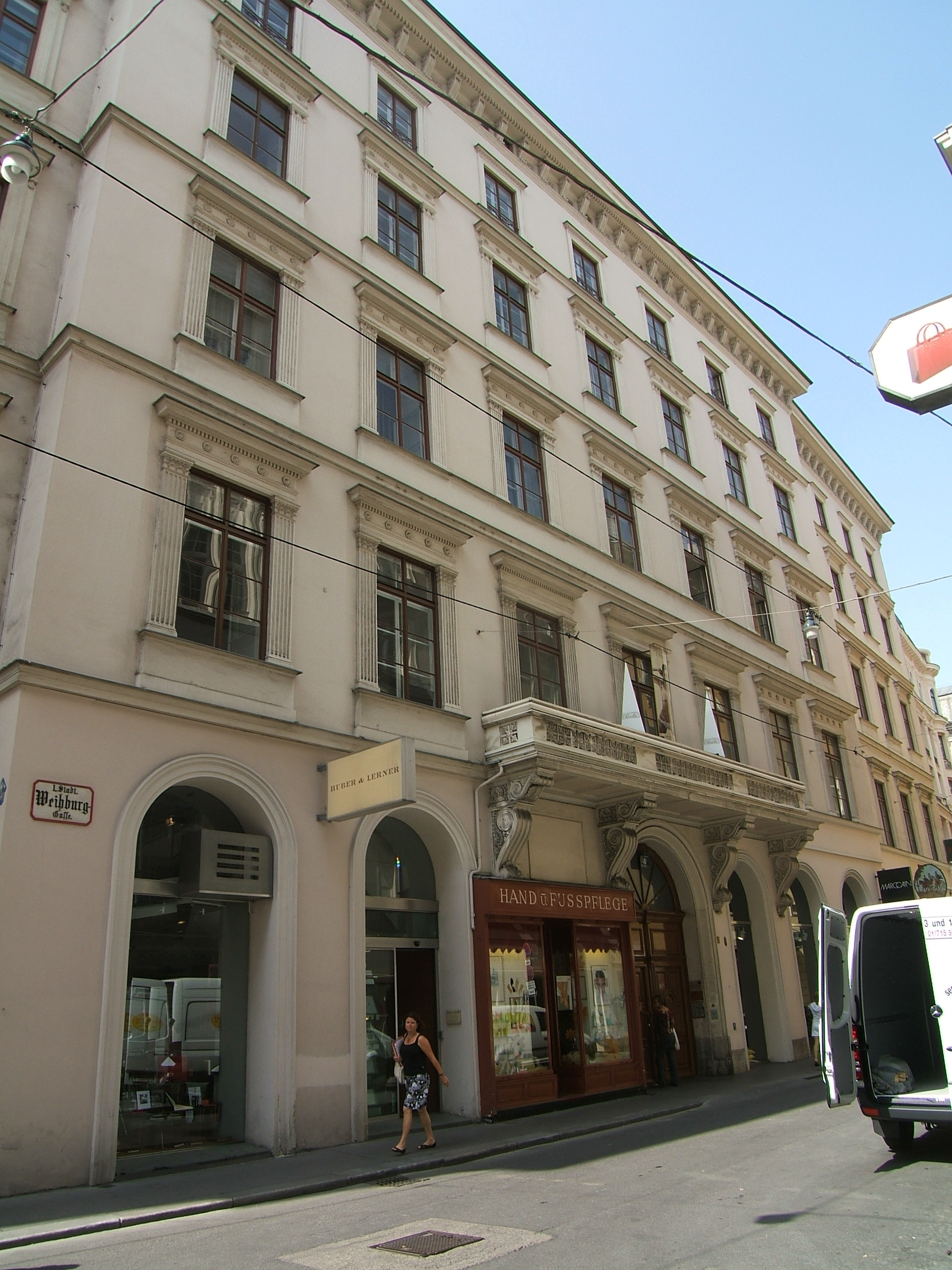
Das Palais Pereira, in dem sich Büro des Juristenverbands befindet

Der Juristenverband mit Sitz in Wien ist mit rund 2300 Mitgliedern einer der größten Akademiker - Vereine Österreichs. Er tritt insbesondere durch regelmäßig stattfindende Clubabende und den jährlichen Juristenball in der Hofburg in Erscheinung. Die Zeitschrift Nova & Varia fungiert als Mitgliederzeitschrift und ist für Vereinsmitglieder kostenlos. Ziele des Verbandes sind die Vertretung der standespolitischen Interessen der Mitglieder, Fortbildung der Kollegen, gesellschaftliche Aktivitäten und Gemeinnützigkeit.

## Geschichte
Der Juristenverband geht auf eine Gruppe Rechtsanwaltsanwärter im Wien der Nachkriegszeit zurück. Diese gründeten am 13. September 1948 den Wiener Konzipientenverband. Mit der Eintragung in die Liste der Rechtsanwälte zahlreicher Mitglieder und Funktioniere wurde im Jahr 1951 der Verein in „Wiener Juristenverein – Konzipientenverband“ umbenannt. Seit 1988 firmiert er als Juristenverband.

## Organe und Organisation
Die Organe nach österreichischem Vereinsrecht und Statuten sind Generalversammlung, Präsidium und Schiedsgericht des Verbandes. Das Präsidium des Juristenverbandes wurde in der Generalversammlung am 1. März 2019 neu gewählt. Der Kurator und vormalige Schriftführer Rechtsanwalt Dr. Alexander T. Scheuwimmer wurde erstmals zum Präsidenten gewählt. Im Dezember 2020, Dezember 2022 und Dezember 2024 wurde Scheuwimmer jeweils als Präsident wiedergewählt.
Intern ist der Juristenverband in vier Clubs organisiert: Der Club der Konzipienten ist heute die größte Vereinigung dieser Berufsgruppe mit rund 490 Mitgliedern. Der Club der Rechtsanwälte ist der mitgliederstärkste Anwaltsclub; er zählt über 1100 Rechtsanwälte als seine Mitglieder. Der Club der Richter zählt rund 215 Richter, Richteramtsanwärter, Staatsanwälte, Universitätsprofessoren, Assistenten, Rechtspraktikanten und Studenten zu seinen Mitgliedern. Der Club allgemeiner Juristen zählt mehr als 385 Beamte, Notare und Notariatskandidaten, Wirtschaftstreuhänder/Steuerberater, sowie Wirtschaftsjuristen. Jeder Club hat einen Clubobmann, dem die Wahrung der Clubinteressen im Präsidium des Gesamtverbandes sowie nach außen hin, insbesondere gegenüber der jeweiligen Standesbehörde, obliegt.

## Juristenball
Mit seiner mehr als 200-jährigen Geschichte ist der Juristenball einer der ältesten Bälle der Welt. Er findet jedes Jahr in der Wiener Hofburg statt und wird von rund 3.500 Gästen besucht, darunter dem Justizminister, den Präsidenten aller drei Höchstgerichte und die Dekane der juridischen Fakultäten. Er ist damit gleichzeitig einer der größten Bälle der österreichischen Hauptstadt. Im Jahr 2025 kostet die Flanierkarte EUR 185 - damit ist der Juristenball unter den fünf exklusivsten Bällen Wiens. Seit 2019 fungiert der Präsident des Juristenverbandes, Alexander T. Scheuwimmer, zwar weiterhin als Gastgeber und spricht damit die Begrüßungsworte, die eigentliche Eröffnungsrede wird aber von der Justizministerin gehalten; das berühmte „Alles Walzer“ wird auf dem Juristenball traditionell von Thomas Schäfer-Elmayer gesprochen.

## Standespolitik
Der Juristenverband vertritt insbesondere die Interessen der jeweiligen Berufsanwärter der juristischen Berufe. Eine herausragenden Rolle kommt dabei den so genannten „Walzen“, einer Sammlung von Prüfungsfragen, zu. Der Juristenverband gibt aber auch Stellungnahmen zur Gesetzesentwürfen ab, nominiert Kandidaten zu den jeweiligen Standesvertretungen und hält regelmäßig Veranstaltungen für Berufsanwärter ab.